# 班戈 (密歇根州)
班戈（英語：Bangor）是一個位於美國密歇根州范布倫縣的城市。

## 人口
根據2020年美國人口普查的數據，班戈的面積為4.78平方千米，當中陸地面積為4.59平方千米，而水域面積為0.19平方千米。當地共有人口2016人，而人口密度為每平方千米422人。